# Lagos de Moreno
Lagos de Moreno è un comune del Messico, situato nello stato di Jalisco, il cui capoluogo è la località omonima.

## Storia
Lagos de Moreno venne fondata da Hernando Martel, un mercoledì 31 marzo 1563, come popolazione di spagnoli con il titolo di villa poiché aveva meno di 100 famiglie fondatrici, (se avesse superato tale cifra sarebbe stata già allora dichiarata città), con il nome di Villa de Santa María de los Lagos. Il suo attuale tempio parrocchiale (che è il quarto dalla fondazione della parrocchia nel maggio 1563) fu ricostruito a partire dal 1741 per iniziativa del curato Diego José Cervantes y Cuenca, nato a Querétaro, con pietra rosa e in stile barocco. Il convento delle monache cappuccine, venne edificato come nel 1742 e poi convertito in Reale Convento di San Giuseppe di Grazia delle Povere Cappuccine per decreto del re Ferdinando V nel 1756. Dal 1867 funzionò come Liceo Miguel Leandro Guerra e attualmente vi trova la Casa della Cultura e Biblioteca pubblica "María Soiné de Helguera" dove un tempo si trovava il collegio. La città è stata dichiarata Patrimonio Culturale della Nazione - Zona di Monumenti Storici, dall'Instituto Nacional de Antropología e Historia (INAH) nel 1989. Il suo centro storico e il ponte sono stati nominati Patrimonio Culturale dell'Umanità dall'UNESCO, dal 1° agosto 2010 forma parte del Camino Real de Tierra Adentro. Il 16 novembre 2012 la città è stata nominata Pueblo Mágico. 

## Clima
Trovandosi ad un'altitudine di 1900 metri sul livello del mare, Lagos de Moreno ha un clima semisecco, con piogge scarse in inverno (novembre-febbraio) e temperature elevate in estate (25 °C/35 °C aprile-luglio). Ha una temperatura media annuale di 17,4 °C e una precipitazione annuale di 611,8 millimetri cubi.
| Parametri climatici medi di Lagos de Moreno, (Jalisco) | Parametri climatici medi di Lagos de Moreno, (Jalisco) | Parametri climatici medi di Lagos de Moreno, (Jalisco) | Parametri climatici medi di Lagos de Moreno, (Jalisco) | Parametri climatici medi di Lagos de Moreno, (Jalisco) | Parametri climatici medi di Lagos de Moreno, (Jalisco) | Parametri climatici medi di Lagos de Moreno, (Jalisco) | Parametri climatici medi di Lagos de Moreno, (Jalisco) | Parametri climatici medi di Lagos de Moreno, (Jalisco) | Parametri climatici medi di Lagos de Moreno, (Jalisco) | Parametri climatici medi di Lagos de Moreno, (Jalisco) | Parametri climatici medi di Lagos de Moreno, (Jalisco) | Parametri climatici medi di Lagos de Moreno, (Jalisco) | Parametri climatici medi di Lagos de Moreno, (Jalisco) |
| Mesi                                                   | Gen.                                                   | Feb.                                                   | Mar.                                                   | Apr.                                                   | Mag.                                                   | Giu.                                                   | Lug.                                                   | Ago.                                                   | Set.                                                   | Ott.                                                   | Nov.                                                   | Dic.                                                   | Annuale                                                |
| ------------------------------------------------------ | ------------------------------------------------------ | ------------------------------------------------------ | ------------------------------------------------------ | ------------------------------------------------------ | ------------------------------------------------------ | ------------------------------------------------------ | ------------------------------------------------------ | ------------------------------------------------------ | ------------------------------------------------------ | ------------------------------------------------------ | ------------------------------------------------------ | ------------------------------------------------------ | ------------------------------------------------------ |
| Temp. max. media (°C)                                  | 22.6                                                   | 24.2                                                   | 26.9                                                   | 29.1                                                   | 30.8                                                   | 28.9                                                   | 26.4                                                   | 26.4                                                   | 26.5                                                   | 26.3                                                   | 25.4                                                   | 23.0                                                   | 26.4                                                   |
| Temp. media (°C)                                       | 12.8                                                   | 13.9                                                   | 16.4                                                   | 18.6                                                   | 20.8                                                   | 21.0                                                   | 19.7                                                   | 19.5                                                   | 19.3                                                   | 17.7                                                   | 15.3                                                   | 13.6                                                   | 17.4                                                   |
| Temp. min. media (°C)                                  | 3.1                                                    | 3.6                                                    | 5.8                                                    | 8.0                                                    | 10.8                                                   | 13.1                                                   | 13.0                                                   | 12.6                                                   | 12.1                                                   | 9.2                                                    | 5.3                                                    | 4.3                                                    | 8.4                                                    |
| Precipitazioni totali (mm)                             | 15.5                                                   | 7.9                                                    | 6.6                                                    | 10.9                                                   | 25.1                                                   | 98.1                                                   | 137.5                                                  | 133.9                                                  | 107.0                                                  | 41.9                                                   | 13.5                                                   | 13.9                                                   | 611.8                                                  |
| Giorni di pioggia (≥ 1 mm)                             | 1.8                                                    | 1.0                                                    | 0.8                                                    | 1.3                                                    | 3.1                                                    | 8.3                                                    | 11.8                                                   | 12.0                                                   | 8.5                                                    | 4.2                                                    | 1.3                                                    | 1.7                                                    | 55.8                                                   |
| Fuente: Servicio Meteorológico Nacional                |                                                        |                                                        |                                                        |                                                        |                                                        |                                                        |                                                        |                                                        |                                                        |                                                        |                                                        |                                                        |                                                        |

## Amministrazione

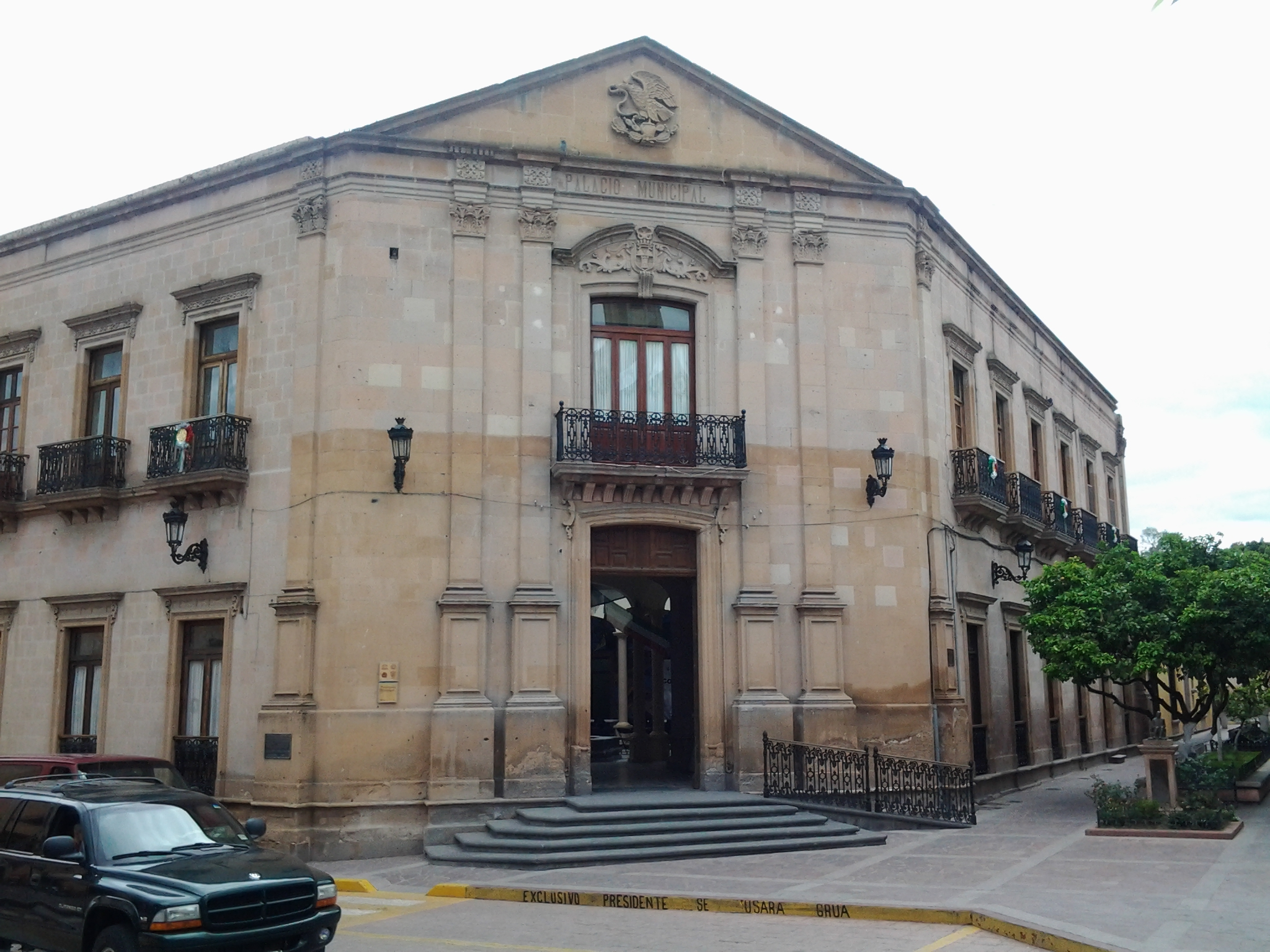
Palacio municipal di Lagos de Moreno

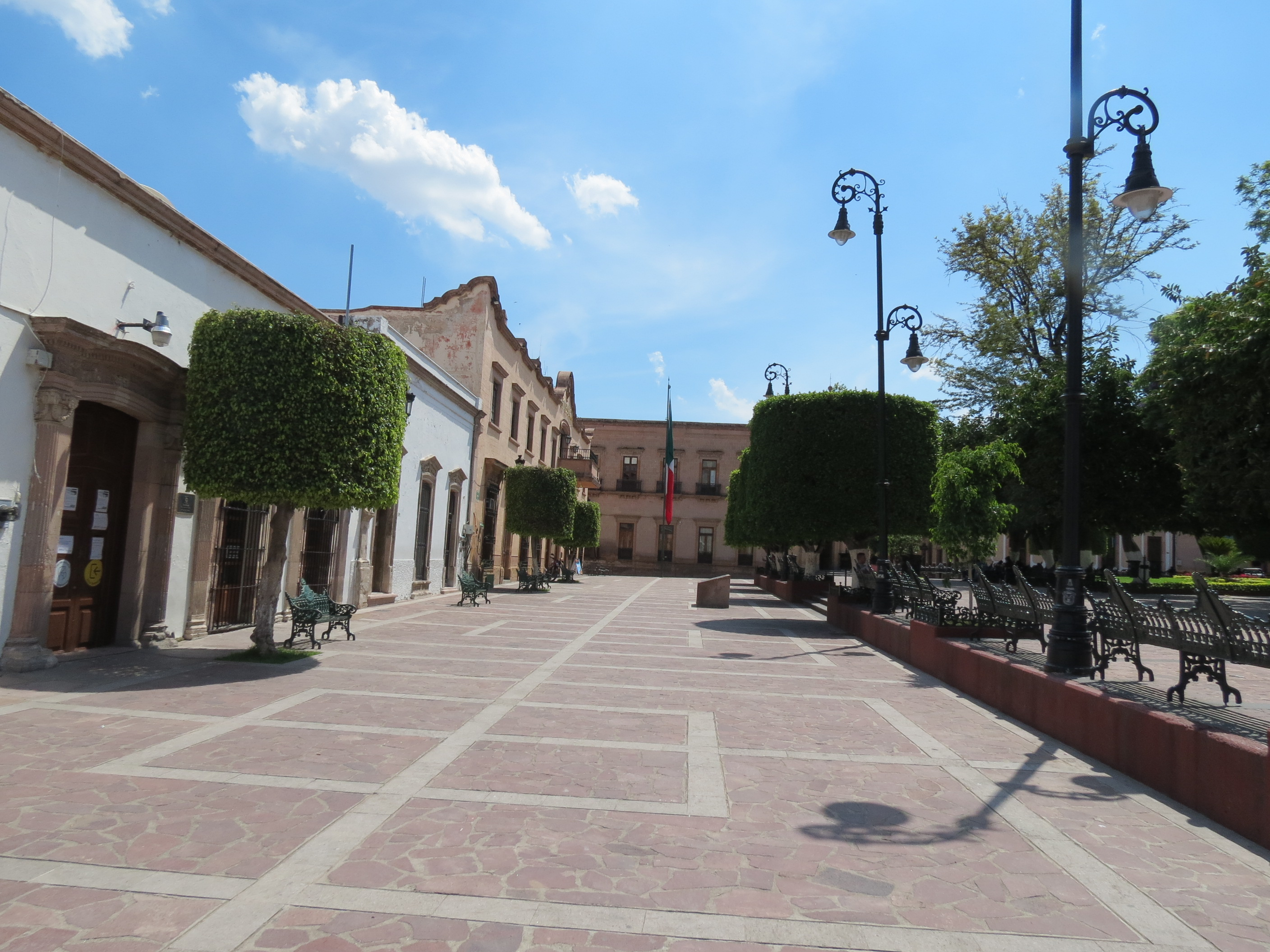
Vista del Jardín de los Constituyentes

Come nella maggior parte delle città messicane, le elezioni municipali si svolgono ogni tre anni. Il consiglio comunale di Lagos de Moreno è composto principalmente da un Presidente municipal, (il sindaco), due segretari, un commissario, cinque coordinatori generali, e altri dirigenti il cui numero può cambiare a seconda dell'amministrazione in carica.
| Presidenti municipali (sindaci)         | Periodo   | Partito         |
| Juan Zúñiga                             | 1916      | Non disponibile |
| Benjamín E. Mora                        | 1917      | Non disponibile |
| Pedro Pons                              | 1918      | Non disponibile |
| Leonardo Larios Paz                     | 1919      | Non disponibile |
| Ramón Vázquez                           | 1920      | Non disponibile |
| José Vega González                      | 1921      | Non disponibile |
| Francisco Montoya                       | 1923      | Non disponibile |
| Luciano Castañeda                       | 1925      | Non disponibile |
| Fernando Zermeño                        | 1926      | Non disponibile |
| Ricardo Anaya                           | 1927      | Non disponibile |
| Miguel Gómez Portugal                   | 1928      | Non disponibile |
| Ramón E. Rivera                         | 1929      | PNR             |
| Jesús Pérez                             | 1934      | PNR             |
| Carlos A. Cuervo                        | 1935      | PNR             |
| Jacobo Lomelín                          | 1935      | PNR             |
| Francisco Carrera                       | 1936      | PNR             |
| Miguel Araujo Soto                      | 1938      | PRM             |
| Salvador J. Camarena                    | 1943      | PRM             |
| Luis Nungaray Garza                     | 1944      | PRM             |
| Alfonso Márquez                         | 1945      | PRM             |
| Ignacio Cedillo                         | 1946      | PRI             |
| José María Padilla                      | 1947      | PRI             |
| Abraham Vega                            | 1948      | PRI             |
| Manuel Vega                             | 1950      | PRI             |
| Enrique Núñez Ortiz                     | 1953      | PRI             |
| Alfonso Escobar                         | 1954      | PRI             |
| Francisco Carrera Hernández             | 1956      | PRI             |
| Enrique Núñez Ortiz                     | 1953      | PRI             |
| Roberto Moreno                          | 1958      | PRI             |
| José Gutiérrez Zermeño                  | 1959      | PRI             |
| Abraham Vega Padilla                    | 1960      | PRI             |
| Juan José Gómez                         | 1961      | PRI             |
| Juan Anaya Gómez                        | 1962–1964 | PRI             |
| Carlos González Gómez                   | 1965      | PRI             |
| José A. Villagrán                       | 1966      | PRI             |
| Rubén Martín Urzúa                      | 1967      | PRI             |
| Jesús Delgado Pérez                     | 1968–1970 | PRI             |
| Manuel Flores Tostado                   | 1971–1973 | PRI             |
| Jorge Sanromán Quiñones                 | 1974–1976 | PRI             |
| Alfredo Gallardo Fregoso                | 1977–1979 | PRI             |
| Teodoro Esparza Rojo                    | 1980–1982 | PRI             |
| Víctor Atilano Gómez                    | 1983–1985 | PDM             |
| Tranquilino Martín                      | 1985      | PDM             |
| J. Trinidad Velázquez Torres            | 1986      |                 |
| Sergio Esparza                          | 1987      |                 |
| Emigdio Rico Santana                    | 1988      |                 |
| Ignacio Padilla Hernández               | 1989–1992 | PRI             |
| Benjamín Gazcón Torres                  | 1992–1995 | PRI             |
| Víctor Manuel Larios Muñoz              | 1995–1997 | PAN             |
| Francisco Javier Pérez Romero           | 1998–2000 | PRI             |
| Francisco Rafael Torres Marmolejo       | 2001–2003 | PAN             |
| Saúl González Fuentes                   | 2004–2006 | PAN             |
| Francisco Rafael Torres Marmolejo       | 2007–2009 | PAN             |
| José Brizuela López                     | 2010–2012 | PRI - Panal     |
| Hugo René Ruiz Esparza Hermosillo       | 2012–2015 | PRI - PVEM      |
| Juan Alberto Márquez de Anda            | 2015–2018 | PRI - PVEM      |
| Tecutli José Guadalupe Gómez Villalobos | 2018–2021 | PAN - PRD - MC  |
| José Ignacio Ángel Cervantes            | 2021      | PAN - PRD - MC  |
| Tecutli José Guadalupe Gómez Villalobos | 2021–2024 | MC              |
| Édgar Alfredo González Chávez           | 2024–2027 | MC              |

## Luoghi di interesse

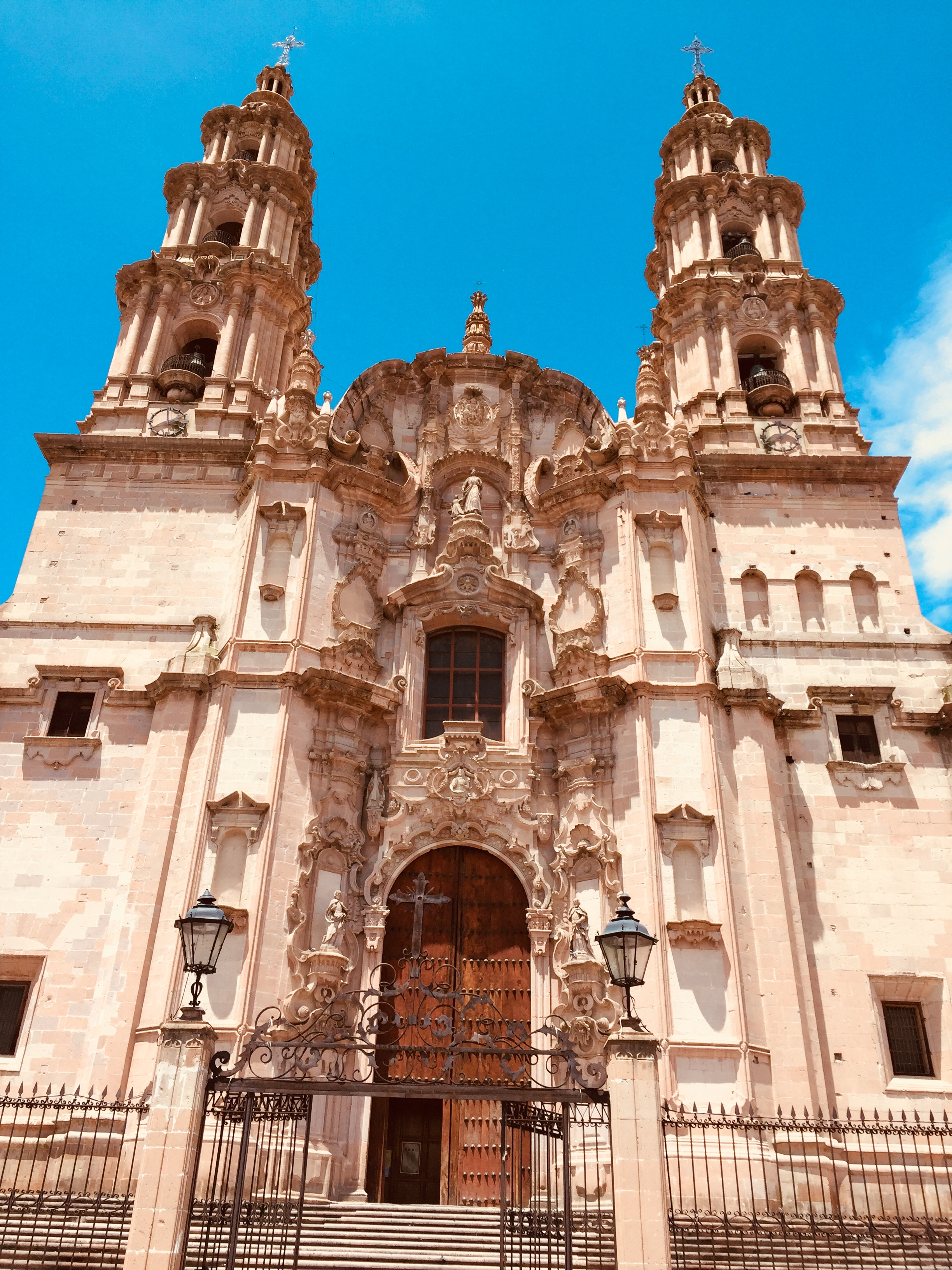
Parroquia Basilia di Lagos de Moreno

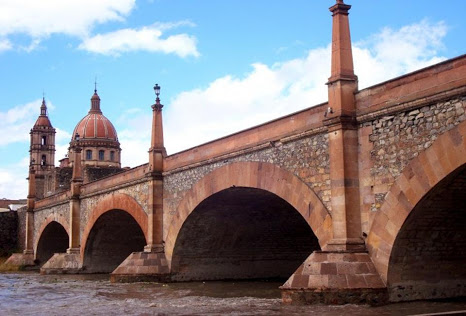
Puente de Lagos de Moreno

Il centro storico di Lagos de Moreno e il quartiere di San Miguel, sono in stile coloniale spagnolo, il centro storico e il ponte sono Patrimonio Culturale dell'Umanità dell'UNESCO.
Jardin de Los Constituyentes: È la piazza centrale della città, ha un chiosco in ferro battuto al centro ed è il luogo in cui si svolgono varie attività come eventi culturali e incontri sociali.
Palacio Municipal: Il municipio di Lagos de Moreno, costruito nel 1905 ad un solo piano, il primo piano è stato poi aggiunto negli anni '40.
Calle Republia: È la via pedonale della città, è affiancata da edifici coloniali e alberi da frutto al centro, con vari locali dove mangiare e negozi.
Hospital y antiguo asilo Rafael Larios: L'antico ospedale ha un'architettura semplice e spicca per il complesso di finestre; l'ingresso è dotato di archi a mezzo punto e all'interno ci sono vari cortili con arcate in pietra.
Antiguo convento de Capuchinas: I'antico convento ha una facciata con contrafforti, finestre e porte incorniciate in pietra, balconi con ringhiere in ferro e lampioni coloniali; altre facciate mostrano finestre incorniciate con rilievi di forme vegetali e balconi. L'interno ha un'arcata su due livelli, ristrutturata con pareti e pietra di tezontle; rimangono solo resti di una porta originale.
Templo de la Merced: Iniziata nel 1686 e completata nel 1756, è in stile neoclassico, con navata a croce latina e cupola poligonale, un portale con trabeazione floreale e una nicchia con la Vergine della Misericordia. All'interno, gli altari sono neoclassici, scolpiti nella pietra e con colonne corinzie.
Casa de la Rinconada de la Merced: Risalente alla fine del XVIII secolo, la sua architettura è austera ma originale. Presenta una facciata a due piani, con balconi con ringhiere in pietra e un portone con timpano triangolare. Una targa attesta che Miguel Hidalgo vi soggiornò nel 1808.
Basilica de Nuestra Señora de la Asuncion: Questa chiesa storica è nota per la sua splendida architettura barocca, che presenta intricate sculture in pietra e una grande facciata. La chiesa è un punto di riferimento fondamentale della città e svolge un ruolo importante nella vita religiosa e culturale della comunità locale.
Monumento a Pedro Moreno: Situata nell'omonimo parco, questa scultura in bronzo su un piedistallo, rende omaggio all'eroe insorto che dà il nome alla città. Tiene la mano destra in posizione difensiva. Una targa commemorativa recita: "(ES): Pedro Moreno defensor del fuerte del sombrero, degollado por la patria, (IT): Pedro Moreno, difensore del forte del Sombrero, decapitato per la patria". Fu realizzata dall'allora presidente municipale Alfredo Gallardo Fregoso, in collaborazione con il governatore Flavio Romero de Velasco e il presidente José López Portillo y Pacheco.
Puente de Lagos de Moreno: È il ponte principale di accesso alla città, iniziato nel 1741 e terminato nel 1860, dovuto agli alti costi di realizzazione, il comune all'epoca, mise un pedaggio per il suo attraversamento, ma dovuto all'alto costo la maggior parte delle persone continuava a passarvi sotto e solo pochi lo utilizzavano, perciò venne posizionata una targa, (ancor oggi esistente), che recita: (ES): Este puente se hizo en Lagos y se pasa por arriba, (IT): Questo ponte è stato fatto a Lagos e deve essere attraversato sopra.

## Trasporti
Strade federali e autostrade: la carretera federal 80 (gratuita), collega Guadalajara a San Luis Potosi, passando per Lagos de Moreno, la carretera federal 45 (gratuita), collega Aguascalientes a Querétaro, l'autopista 45D (a pedaggio), Collega Querétaro con Durango e permette di evitare il centro di tutte le località attraversate.
Autobus extra-urbani: Lagos de Moreno ha un terminal degli autobus a meno di un kilometro dal cento storico, ci sono destinazioni per: : Città del Messico, Tepeji del Rio, Querétaro, Celaya, Salamanca, Irapuato, Silao, Léon, Encarnación de Díaz, Aguascalientes, Guadalajara e numerose altre.
Treno: la moderna stazione di Lagos de Moreno si trova a 1,6 kilometri dal centro nel quartiere di San Miguel, dal 1999, anno delle privatizzazioni delle ferrovie, non vi sono più treni passeggeri ma solo merci, il servizio è svolto da Ferromex sulle linee Mexico-Ciudad Juarez e Mexico-Guadalajara. Nel 1963, in occasione dei 400 anni di fondazione della città, l'edificio della stazione  venne completamente ricostruito, a ricordo di ciò due targhe commemorative recitano quanto segue:
| (ES) FERROCARRILES NACIONALS DE MEXICO con motivo del 4° centenario de la fundacion de la ciudad de Lagos de Moreno, Jal., pone en servicio esta estacion de pasajeros, 1563-1963, siendo presidente de los EE. UU. Mexicanos el Sr. Lic. Adolfo Lopez Mateos Lagos de Moreno Jalisco, junio 3 de 1963 (IT) FERROCARRILES NACIONALS DE MEXICO in occasione del IV centenario della fondazione della città di Lagos de Moreno, Jal., mise in servizio questa stazione passeggeri, 1563-1963, essendo presidente degli EE. UU. Messicani il Sr. Lic. Adolfo Lopez Mateos, Lagos de Moreno, Jalisco, 3 giugno 1963. |